# Макстон (Північна Кароліна)
Макстон (англ. Maxton) — місто (англ. town) в США, в округах Робсон і Скотленд штату Північна Кароліна. Населення — 2110 осіб (2020).

## Географія
Макстон розташований за координатами 34°44′11″ пн. ш. 79°21′10″ зх. д. / 34.73639° пн. ш. 79.35278° зх. д. (34.736504, -79.352740).  За даними Бюро перепису населення США в 2010 році місто мало площу 6,99 км², уся площа — суходіл.

## Демографія
Згідно з переписом 2010 року, у місті мешкало 2426 осіб у 980 домогосподарствах у складі 658 родин. Густота населення становила 347 осіб/км².  Було 1117 помешкань (160/км²).
Расовий склад населення:
| - 65,0 % — чорних або афроамериканців - 19,2 % — білих - 13,8 % — корінних американців - 0,1 % — азіатів |

До двох чи більше рас належало 1,2 %. Частка іспаномовних становила 1,8 % від усіх жителів.
За віковим діапазоном населення розподілялося таким чином: 27,7 % — особи молодші 18 років, 58,7 % — особи у віці 18—64 років, 13,6 % — особи у віці 65 років та старші. Медіана віку мешканця становила 37,3 року. На 100 осіб жіночої статі у місті припадало 78,8 чоловіків;  на 100 жінок у віці від 18 років та старших — 72,3 чоловіків також старших 18 років.
Середній дохід на одне домашнє господарство  становив 29 518 доларів США (медіана — 18 971), а середній дохід на одну сім'ю — 35 980 доларів (медіана — 24 968). Медіана доходів становила 34 676 доларів для чоловіків та 28 533 долари для жінок. За межею бідності перебувало 43,6 % осіб, у тому числі 60,3 % дітей у віці до 18 років та 29,2 % осіб у віці 65 років та старших.
Цивільне працевлаштоване населення становило 708 осіб. Основні галузі зайнятості: виробництво — 31,1 %, освіта, охорона здоров'я та соціальна допомога — 20,2 %, роздрібна торгівля — 12,1 %, мистецтво, розваги та відпочинок — 6,4 %.